# Kevin Joyce
Kevin Joyce, född 27 juni 1951 i Bayside, New York, är en amerikansk idrottare som tog OS-silver i basket 1972 i München. Detta var USA:s första silver tillika första förlorade guldmedalj i herrbasket i olympiska sommarspelen. 